# Elsa-Brändström-Schule (Hannover)
Die Elsa-Brändström-Schule ist ein Gymnasium in der Südstadt Hannovers, in unmittelbarer Nähe zur Eilenriede. Die Schule ist nach der schwedischen Philanthropin Elsa Brändström benannt.

## Geschichte
Die Elsa-Brändström-Schule wurde 1954 gegründet. Sie entstand aus der Abtrennung von der Wilhelm-Raabe-Schule, die infolge steigender Schülerzahlen an ihre Kapazitätsgrenze gelangte. Im Jahr 1960 wurde mit dem Bau des Gebäudes an der Elkartallee begonnen, der 1963 abgeschlossen wurde. Bis 1970 war die Elsa-Brändström-Schule ein reines Mädchengymnasium mit zirka 850 Schülerinnen; im folgenden Jahr wurden die ersten Jungen in die 5. Klassen aufgenommen. Die Schule entwickelte sich zur Koedukationsschule. Durch die Einführung der Orientierungsstufe im Jahr 1976 verlor die Schule die Jahrgänge 5 und 6.
Im Jahr 2004 mit Abschaffung der Orientierungsstufe kehrten die Jahrgänge 5 und 6 an die Schule zurück. Aufgrund der zu geringen Aufnahmekapazitäten erhielt die Elsa-Brändström-Schule eine eigene Außenstelle in unmittelbarer Nähe am Altenbekener Damm.
Im Jahr 2009 wurde die Schule aufgrund von notwendigen und aufwendigen Sanierungsarbeiten am Gebäude ausgelagert. Für 18 Monate war das Gymnasium im Gebäude der ehemaligen Pädagogischen Hochschule der Gottfried Wilhelm Leibniz Universität Hannover untergebracht.
Im Sommer 2010 kehrte die gesamte Schüler- und Lehrerschaft in das Stammhaus an der damaligen Elkartallee, der heutigen Hilde-Schneider-Allee, zurück.

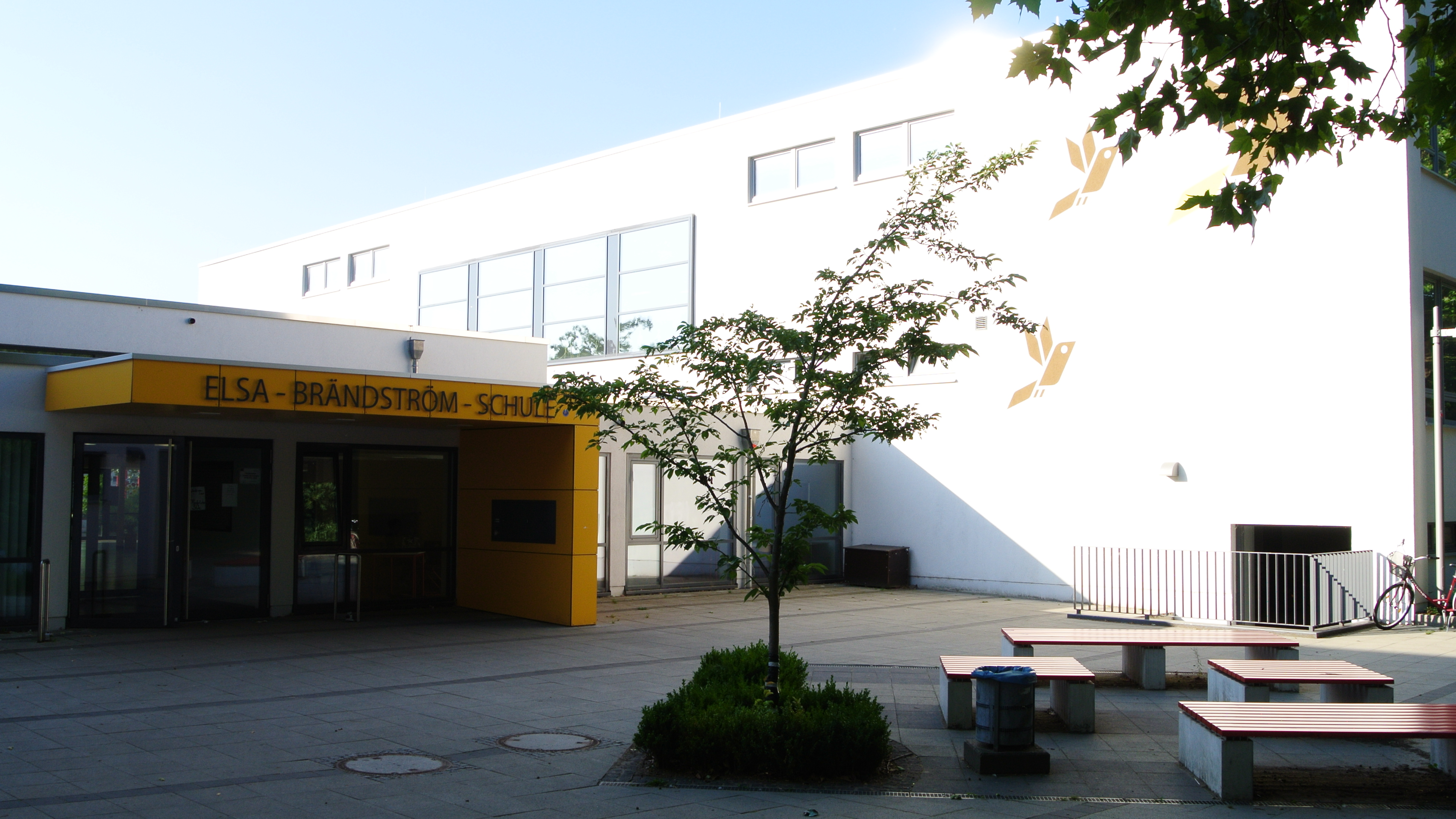
Eingangsbereich der Elsa-Brändström-Schule

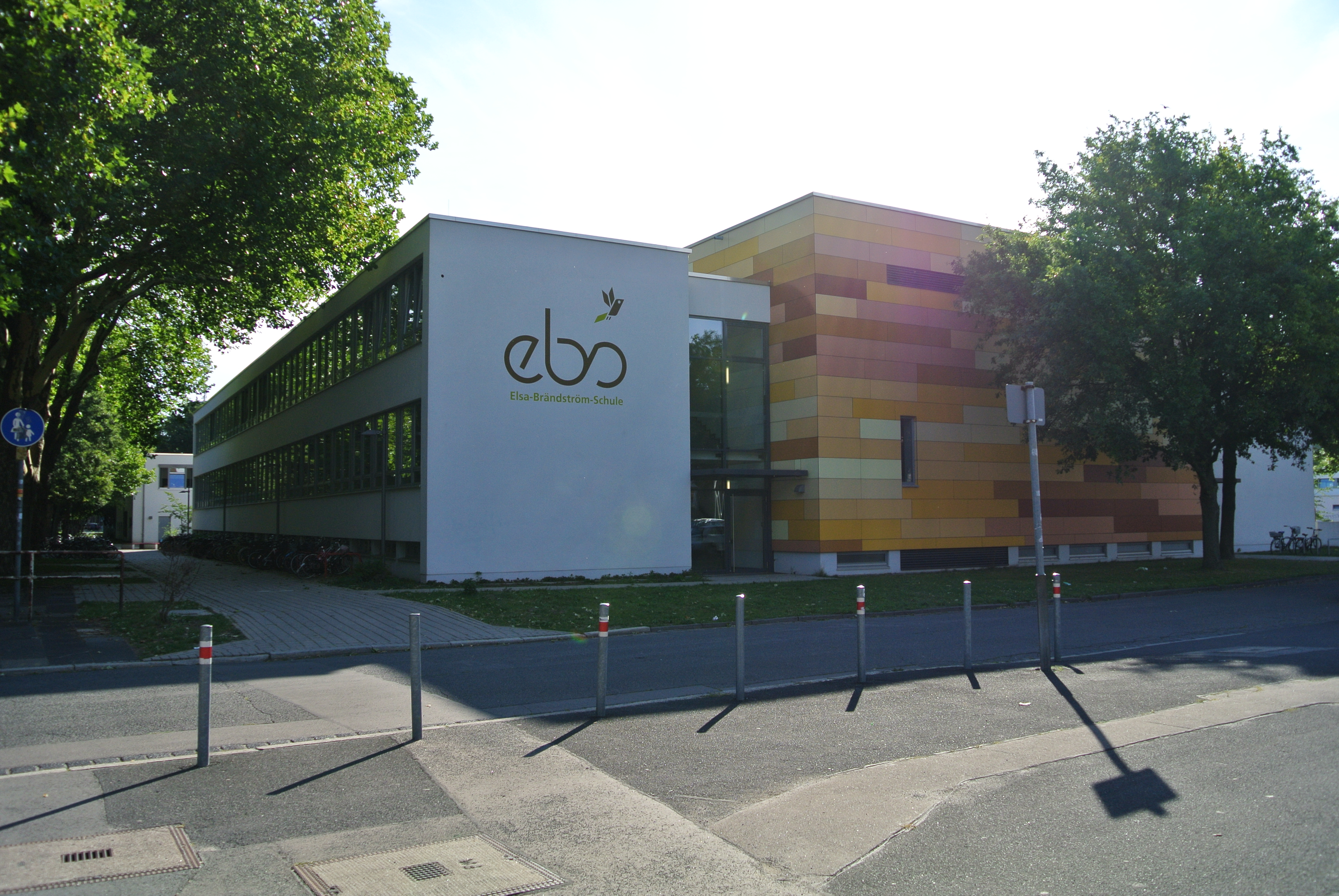
Seitenansicht der Elsa-Brändström-Schule

## Schulleitung von 1954 bis heute
In ihrem fast sechzigjährigen Bestehen hatte die Elsa-Brändström-Schule vier Schulleiterinnen und einen Schulleiter, die die Schule auf unterschiedliche Art und Weise prägten bzw. prägen.
- Luise Thiede 1954–1962
- Ilse Wehl 1963–1972
- Gisela Steinbrück 1972–1987
- Brigitte Netzel 1988–2004
- Thomas Seidel-Becker 2004–2017
- Annette Wullstein seit 2017-2025

## Entwicklung der Schüler- und Lehrkräftezahlen von 1954 bis 2012
Die Entwicklung der Schüler- und Lehrkräftezahlen seit Gründung der Elsa-Brändström-Schule war vielen Änderungen unterlegen. So sorgten beispielsweise die Entwicklung zur Koedukationschule (1971), die Gründung und Abschaffung der Orientierungsstufe (1976 beziehungsweise 2004) und das Abitur nach zwölf Jahren (2011) für Schwankungen in den Gesamtzahlen.

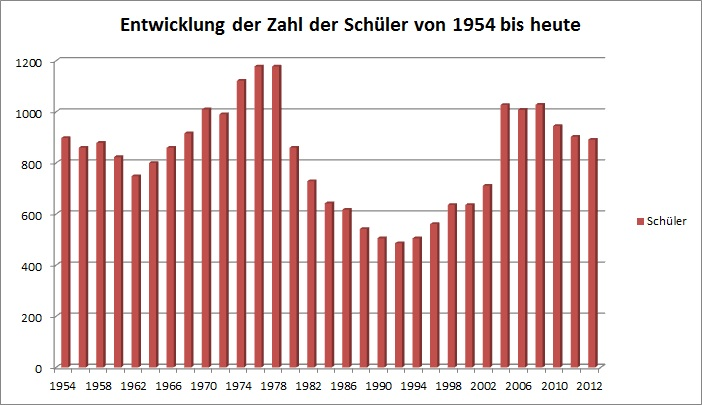
Entwicklung der Schülerzahlen von 1954 bis 2012
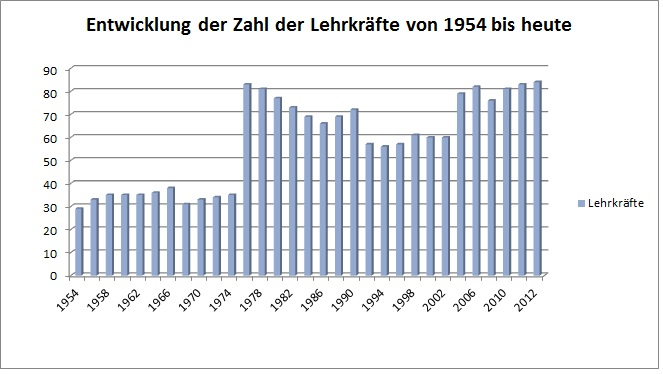
Entwicklung der Zahl der Lehrkräfte von 1954 bis 2012
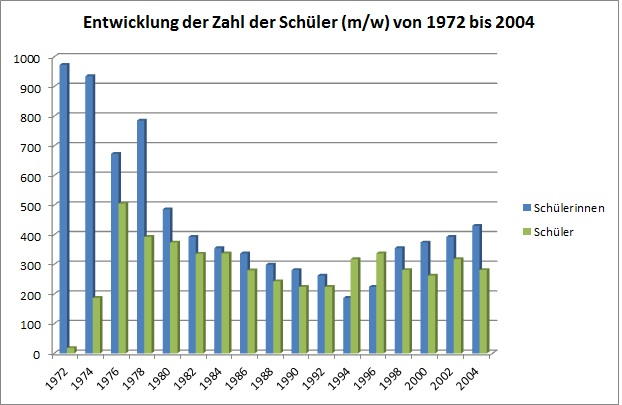
Entwicklung der Schülerzahlen (Mädchen/Jungen) von 1972 bis 2004

## Pädagogische Arbeit, Ausstattung, Angebote

### Pädagogische Arbeit
Die pädagogische Arbeit an der Schule steht unter dem Motto „Werte – Wissen – Entfaltung“.
Ab der 5. Klasse werden Englisch und Frühfranzösisch (fakultativ) unterrichtet, ab der 6. Klasse kommen noch Latein, Französisch bzw. Spanisch dazu. Zusätzlich kann als dritte Fremdsprache Spanisch gewählt werden. Bilingual werden in der 7. Klasse Kunst und in der 8. Klasse Erdkunde unterrichtet. Es gibt die Möglichkeit, ein „Diplôme d’Etudes en langue française“ und ein „Diplomas de Español como Lengua Extranjera“ zu erwerben. Die Profile in der Oberstufe bilden die Sprachen, Kunst/Musik, Gesellschaftswissenschaften, Mathematik/Naturwissenschaften und Sport.
Ganz im Sinne der Namensgeberin Elsa Brändström fühlt sich die Schule besonders der Solidarität in der Gemeinschaft verpflichtet.

### Ausstattung
Seit dem Umbau 2010 ist die Ausstattung der Schule technisch auf hohem Niveau. Seit der Sanierung und Erweiterung des Schulgebäudes im Jahr 2010 steht den Schülern nun auch eine Mensa zur Verfügung. Die Schule verfügt über zwei PC-Räume und zwei Schulhöfe: einem kleinen an der Mensa und einem großen, zentralen Schulhof, auf dem seit 2020 vier zusätzliche Räume in Containerbauweise stehen. Seit 2022 sind alle Unterrichtsräume mit WhiteBoards inkl. KurzdistanzBeamern, Lautsprechern und AirPlay-Geräten ausgestattet. Außerdem bildet ein kleines Amphitheater das Zentrum des Schulhofs. Die rund 500 m² große Aula ist regelmäßig Veranstaltungsort von Theateraufführungen und Konzerten des Schulorchesters und -chors.

### Angebote

#### Arbeitsgemeinschaften

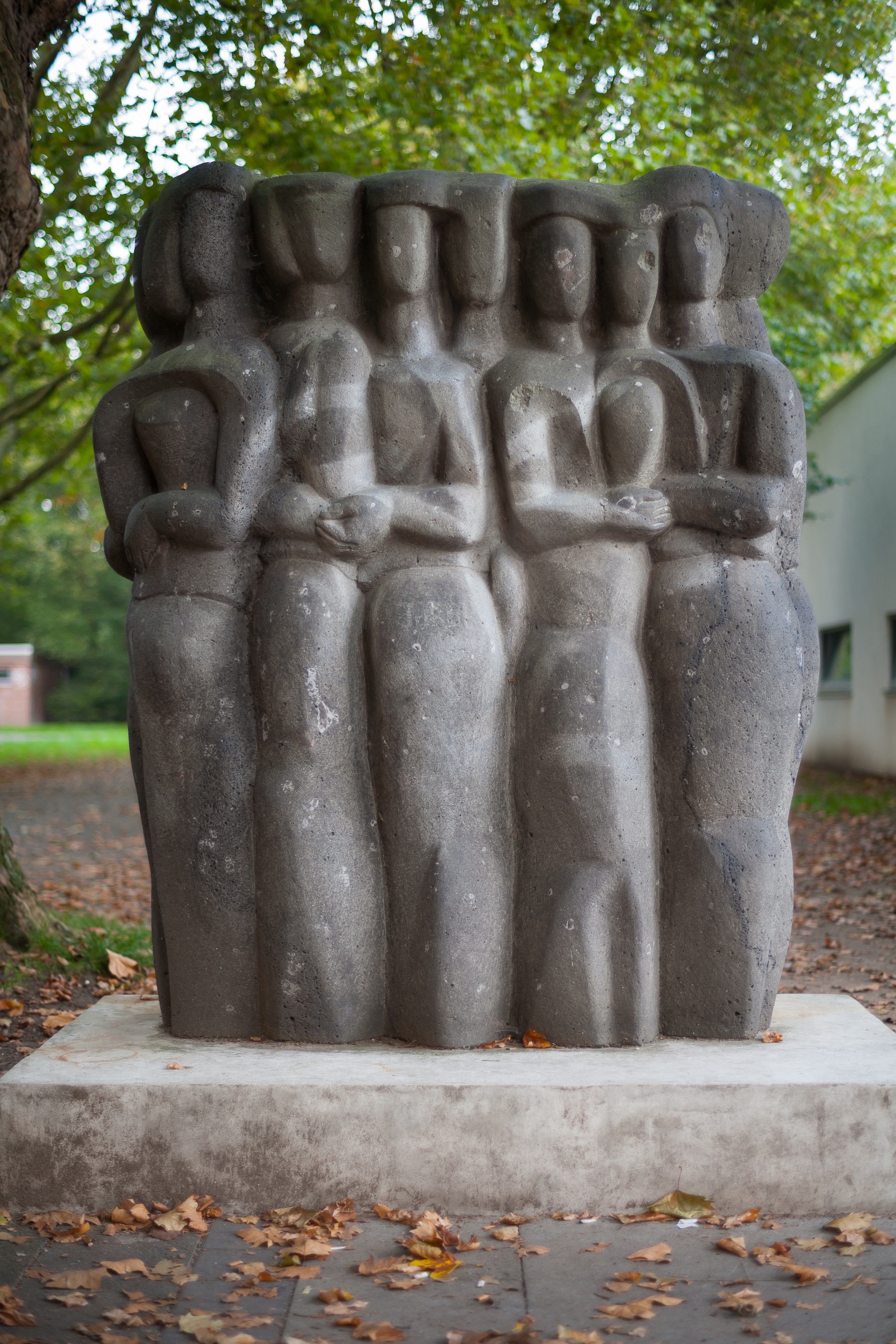
Skulptur Taseo von Ludwig Gabriel Schrieber vor dem Eingang der Schule

Es gibt zahlreiche Arbeitsgemeinschaften an der Schule. Beispielsweise geben die Theater-AG, der Vorchor der Jahrgänge 5 und 6, der Chor sowie das Orchester regelmäßig Vorführungen. Auch die Zirkus-AG präsentiert einmal im Jahr ihre Show. Bei der Roboter-AG lernen die Schüler der Jahrgänge (5 bis 8) selbstständig das technische Programmieren eines Roboters, mit dem sie dann an Wettbewerben teilnehmen können. Die Ski-AG bietet Acht- und Neuntklässlern zu Beginn des Jahres die Möglichkeit, Ski- und Snowboardfahren zu erlernen oder bereits vorhandene Fähigkeiten zu perfektionieren. Dafür fahren die Schüler in Begleitung von dafür ausgebildeten und engagierten Lehrkräften eine Woche nach Chandolin in die Schweiz.

#### Konfliktschlichter, Tutorensystem
Die Schule bietet das seit vielen Jahren bewährte System der Konfliktschlichter und Tutoren an. 

Dabei helfen die Konfliktschlichter (Schüler ab dem 9. Jahrgang) anderen Mitschülern, Konflikte zu beseitigen und Vereinbarungen zu erarbeiten, um zukünftig konfliktfrei miteinander umzugehen.
Die Tutoren, die sich aus Schülern der Klassenstufe 8 zusammensetzen, helfen den Fünftklässlern, in ihrer neuen Schule Fuß zu fassen, und begleiten sie in den ersten Wochen.
Im 11. Jahrgang wählen die Schüler dann Lehrer als Tutoren, die ihnen beratend und unterstützend bis zur Erlangung des Abiturs zur Seite stehen.

#### Austausch, Schulfahrten
Regelmäßig fahren einige Schüler des 7. und 8. Jahrgangs zum Austausch nach Spanien. Seit dem Schuljahr 2013/14 findet ein solcher Austausch auch mit Frankreich statt. Am Ende des 8. beziehungsweise zu Beginn des 9. Schuljahres können die Schüler eine Woche London besichtigen und leben dort in Gastfamilien. In den 6. und 8. Klassen finden einwöchige Klassenfahrten zu den unterschiedlichsten Zielen in Deutschland statt. Im 12. Jahrgang fahren die Schüler dann auf Studienfahrt und steuern dabei internationale Ziele an.

## Gebäude
Das Schulgebäude wurde vom Architekten Werner Dierschke entworfen, der u. a. die Bugenhagenkirche in unmittelbarer Nachbarschaft zur Schule plante. Dierschke schuf die Pausenhalle, die als „Raum der Begegnung“ konzipiert wurde und noch heute als Zentrum des Schullebens gilt. Die Pausenhalle ist von quadratischer Form und wird an den Seiten von Säulen gestützt.
Den Klassenräumen der Jahrgänge 5 bis 7 stehen jeweils Gärtchen zur Verfügung, die als „intimer Freiunterrichtsraum“ im Sommer zur Verfügung stehen.
Vor dem Schulgebäude steht die Plastik „Taseo“, die von Ludwig Gabriel Schrieber entworfen wurde. Die Plastik ist das Wahrzeichen der Schule und zwangloser Treffpunkt der Oberstufenschüler. Sie zeigt zusammenstehende, weibliche Figuren, die einander die Hände reichen.
Das Gebäude ist seit der 10,8 Millionen Euro teuren Sanierung 2010 großzügig ausgestattet. Es sind 28 Klassenräume, 16 Fachräume und 2 Sporthallen vorhanden.
Im Jahr 2002 wurde der Oberstufentrakt feierlich eingeweiht. Er trat an die Stelle eines baufälligen Pavillons. Der neue Oberstufentrakt, der vier Klassenräume, eine Schülerbibliothek und ein Lehrerzimmer umfasst, wurde durch eine Spende des Mäzens Henning von Burgsdorff finanziert.
Ebenfalls sind die Toiletten der Schüler einer „Lounge“ bzw. einer „Wandelbar“ nachempfunden. Die Toilettenräume wurden von Kunstschülern unter der Leitung der Künstler Yasemin Ylmaz und Burhan Uzunyayla gestaltet.

## Partner, Partnerschaften

### Förderverein
Bereits seit Mitte der 1960er Jahre zählt der Verein der Förderer, Freunde und Ehemaligen der Elsa-Brändström-Schule e. V. zu den wichtigen Partnern der Schule. Der mehr als 400 Mitglieder starke Förderverein hat seit seinem Bestehen die Schule bei vielen baulichen und sozialen Projekten und bei der Ausstattung der Schule unterstützt. Auch Schüler werden vom Förderverein an vielfältigen Stellen im Schulleben gefördert.

### Gottfried Wilhelm Leibniz Universität
Es besteht ein Kooperationsvertrag zwischen der Elsa-Brändström-Schule und dem Institut für Sportwissenschaft der Gottfried Wilhelm Leibniz Universität Hannover, der eine Zusammenarbeit beider Einrichtungen ermöglicht.
Ebenso besteht eine enge Zusammenarbeit mit der Universität im Bereich der Fächer Biologie, Physik und Erdkunde.

### Schulpatenschaft
Seit 2012 baut die Elsa-Brändström-Schule eine Schulpatenschaft mit der Otjomuise Project School in Windhoek, Namibia, auf.

## Wall of Fame
Der Abiturjahrgang des Jahres 2012 gestaltete die „Wall of Fame“ im Oberstufentrakt. Hier kann fortan jede Abiturientin und jeder Abiturient der Schule in Form einer Kachel Spuren hinterlassen und sich so an der „Wall of Fame“ verewigen.

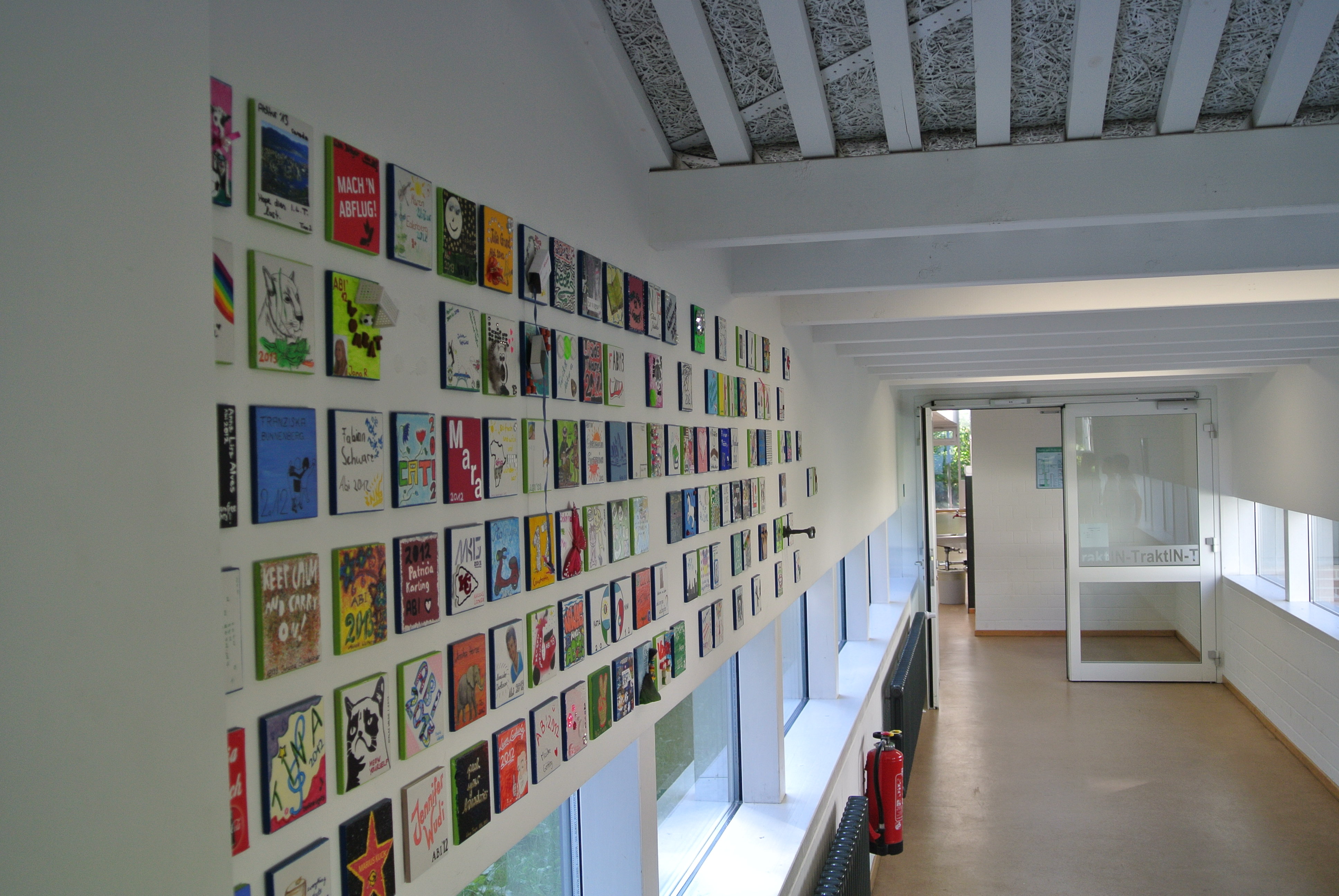
Wall of Fame 2013

## Trivia
Giovanni di Lorenzos erste Liebe war eine Schülerin der Elsa-Brändström-Schule.